# Châtellenie de Mülenen
1352–1798
Entités précédentes :
- Seigneurie de Mülenen

Entités suivantes :
- Châtellenie de Frutigen

?–1352
Entités suivantes :
- Châtellenie de Mülenen

Le châtellenie de Mülenen est une châtellenie bernoise équivalente à un bailliage. Elle est créée en 1352 à partir de la seigneurie de Mülenen.

## Histoire
La seigneurie de Mülenen est possédée à l'origine par la famille von Kien, puis par les Wädenswil, de La Tour, Weissenburg et finalement Thüring von Brandis qui vend la seigneurie à Berne en 1352.
La châtellenie est créée en 1352. Berne achète la seigneurie de Krattigen en 1513 et l'ajoute à la châtellenie. La châtellenie est supprimée au XVIe siècle et son territoire est ajouté à la châtellenie de Frutigen.

## Châtelains
Dès le XVe siècle, le châtelain de Frutigen est également châtelain de Mülenen.

### Ouvrages
- Marcel Godet, Henri Türler et Victor Attinger, Dictionnaire historique & biographique de la Suisse, vol. 5, Neuchâtel, Imprimerie Paul Attinger, 1930 (lire en ligne), p. 31